# Samoa en los Juegos Olímpicos de Barcelona 1992
Samoa estuvo representada en los Juegos Olímpicos de Barcelona 1992 por cinco deportistas masculinos que compitieron en dos deportes.
El equipo olímpico samoano no obtuvo ninguna medalla en estos Juegos.